# بلاوو (کالیفرنیا)
بلاوو (به انگلیسی: Blavo) یک منطقهٔ مسکونی در ایالات متحده آمریکا است که در شهرستان بیوت، کالیفرنیا واقع شده‌است. بلاوو ۴۲ متر بالاتر از سطح دریا واقع شده‌است.